# Монтвиця
Монтвиця (пол. Mątwica) — село в Польщі, у гміні Новоґруд Ломжинського повіту Підляського воєводства.
Населення — 532 особи (2011).
У 1975-1998 роках село належало до Ломжинського воєводства.

## Демографія
Демографічна структура станом на 31 березня 2011 року:
|          | Загалом | Допрацездатний вік | Працездатний вік | Постпрацездатний вік |
| -------- | ------- | ------------------ | ---------------- | -------------------- |
| Чоловіки | 272     | 66                 | 175              | 31                   |
| Жінки    | 260     | 49                 | 146              | 65                   |
| Разом    | 532     | 115                | 321              | 96                   |